# Gyretes leionota
Gyretes leionota är en skalbaggsart som beskrevs av Aube. Gyretes leionota ingår i släktet Gyretes och familjen virvelbaggar. Inga underarter finns listade i Catalogue of Life.